# Chan-Chen
Chan-Chen är en ort i Mexiko.   Den ligger i kommunen Hopelchén och delstaten Campeche, i den östra delen av landet, 1 000 km öster om huvudstaden Mexico City. Chan-Chen ligger 110 meter över havet och antalet invånare är 304.
Terrängen runt Chan-Chen är platt. Runt Chan-Chen är det mycket glesbefolkat, med 2 invånare per kvadratkilometer. Närmaste större samhälle är Xmejía, 12,0 km väster om Chan-Chen. I omgivningarna runt Chan-Chen växer i huvudsak städsegrön lövskog.